# Sulfadiazine argentique
La sulfadiazine argentique est un antibactérien de sulfadiazine et d'argent utilisé pour le traitement topique des plaies superficielles telles que les brûlures. Elle est généralement distribuée sous forme de pommade ou de suspension aqueuse à 1 %.
Elle est appliquée sur les plaies en phase de cicatrisation ou sur une greffe de peau. Elle empêche le développement d'un large spectre de bactéries et de levures sur la peau lésée sous l'effet de la sulfadiazine, un antibiotique sulfamidé, et grâce à l'effet oligodynamique des cations d'argent Ag+.
La sulfadiazine argentique est peu soluble dans l'eau. L'argent se lie aux protéines de l'exsudat de la plaie, libérant la sulfadiazine dont une fraction (jusqu'à 10 %) peut être absorbée. Son utilisation prolongée peut conduire à un argyrisme local compte tenu de la teneur en argent de ce médicament.
Elle fait partie de la liste des médicaments essentiels de l'Organisation mondiale de la santé (liste mise à jour en avril 2013).